# Michele Greene
Pour les articles homonymes, voir Greene.
Michele Greene est une actrice et scénariste américaine, née le 3 février 1962 à Las Vegas (Nevada).

## Biographie
Elle est née à Las Vegas au Nevada, d'un père Irlando-Américain Roland et d'une mère mexicaine et nicaraguayenne, Dorita, chanteuse et danseuse. Elle a étudié à Fairfax High School à Los Angeles, elle a étudié une classe de théâtre à l'école secondaire. Elle a étudié à l'université du Sud de la Californie. Elle a obtenu un baccalauréat en beaux-arts. Elle débute à la télévision durant ses études.

## Filmographie

### Cinéma
| Année | Titre                      | Rôle             | Notes                  |
| ----- | -------------------------- | ---------------- | ---------------------- |
| 1981  | The Dark End of the Street | Marlene          |                        |
| 1981  | The Dozens                 | Michelle         |                        |
| 1988  | Going to the Chapel        | Margo            |                        |
| 1994  | The Unborn II              | Catherine Moore  |                        |
| 1994  | Stranger by Night          | Lisa             | Vidéo (Michelle Green) |
| 1996  | Daddy's Girl               | Barbara Mitchell |                        |
| 1997  | Her Married Lover          | Brenda Slagel    |                        |
| 1997  | Stranger in the House      | Joanna Winters   |                        |
| 1999  | Fugitive Mind              | Robyn            | Video                  |
| 2000  | Alcatraz Avenue            | Lisa             |                        |
| 2001  | A Family Affair            | Reggie Abravanel |                        |
| 2002  | Determination of Death     | Katie Williams   |                        |
| 2003  | A Woman Hunted             | Gloria Parker    |                        |
| 2005  | The Legend of Lucy Keyes   | Sheila Travers   |                        |

### Télévision
| Année     | Titre                                 | Rôle                            | Notes                                        | Recompense(s)                                                                                            |
| --------- | ------------------------------------- | ------------------------------- | -------------------------------------------- | --- |
| 1979      | Dorothy (série TV)                    | Margo                           |                                              | |
| 1979      | Laverne et Shirley                    | Vicki                           |                                              | |
| 1980-1981 | Huit, ça suffit !                     | Jill                            | 5 épisodes                                   | |
| 1981      | The Miracle of Kathy Miller           | Sherrie                         | téléfilm                                     | |
| 1982      | Desperate Lives                       | Julie Jordan                    | téléfilm                                     | |
| 1982      | Shérif, fais moi peur                 | Bobby Lee Jordan                | Saison 5, épisode 4: Une orpheline explosive | |
| 1983      | For Love and Honor                    | Joy                             |                                              | |
| 1983      | Andrea's Story: A Hitchhiking Tragedy | Andrea Cranston                 | ABC Afterschool Special                      | |
| 1983      | Bay City Blues                        | Judy Nuckles                    | 8 épisodes                                   | |
| 1984      | Les Routes du paradis                 | Sara Higgins                    | Épisode : Song of the Wild West              | |
| 1985      | Simon et Simon                        | Lisa Brooks                     | Épisode : Mummy Talks                        | |
| 1985      | Seduced                               | Thunder Thighs                  | téléfilm                                     | |
| 1985      | The Best Times                        | Stacey Emery                    | Épisode : The Narc                           | |
| 1986      | American Playhouse (en)               | Kevin's Friend (Michelle Green) | Épisode : The Little Sister                  | |
| 1986      | Perry Mason : Meurtre à l'archevêché  | Sister Margaret                 | téléfilm                                     | |
| 1986-1991 | La Loi de Los Angeles                 | Abby Perkins                    |                                              | Nommée au Primetime Emmy Awards de la exceptionnelle actrice de soutien dans une série dramatique (1989) |
| 1987      | Matlock                               | Laura Gordon                    | Épisode : The Billionaire                    | |
| 1988      | Going to the Chapel                   | Margo                           |                                              | |
| 1988      | Double Standard                       | Virginia                        | téléfilm                                     | |
| 1989      | The Pat Sajak Show                    | elle-même                       |                                              | |
| 1990      | In the Best Interest of the Child     | Nora                            | téléfilm                                     | |
| 1990      | Cauchemar au 13e étage                | Elaine Kalisher                 | téléfilm                                     | |
| 1990      | Cop Rock                              | Abby Perkins (non créditée)     | Épisode : Potts Don't Fail Me Now            | |
| 1990      | To My Daughter                        | Julie Carlston                  | téléfilm                                     | |
| 2000      | Stargate SG-1                         | Laira                           | Épisode : La Pluie de feu                    | |
| 2007      | Cold Case : Affaires classées         | Tessie Bratram en 2007          | Episode : Justice                            | |

### Actrice
- 1979 : Dorothy (série télévisée) : Margo
- 1981 : The Dozens : Michelle
- 1981 : The Dark End of the Street : Marlene
- 1981 : The Miracle of Kathy Miller (TV) : Sherrie
- 1982 : Desperate Lives (TV) : Julie Jordan
- 1983 : Andrea's Story: A Hitchhiking Tragedy (TV) : Andrea Cranston
- 1983 : Bay City Blues (série télévisée) : Judy Nuckles (1983)
- 1984 : Les Routes du paradis (série télévisée) : Sara Higgins
- 1985 : Dans des griffes de soie (Seduced) (TV) : Thunder Thighs
- 1985 : The Little Sister (TV) : Kevin's friend
- 1986 : Perry Mason : Meurtre à l'archevêché (TV) : sœur Margaret
- 1986 : La Loi de Los Angeles (TV) : Abby Perkins Michele Greene Emmy Awards 1990

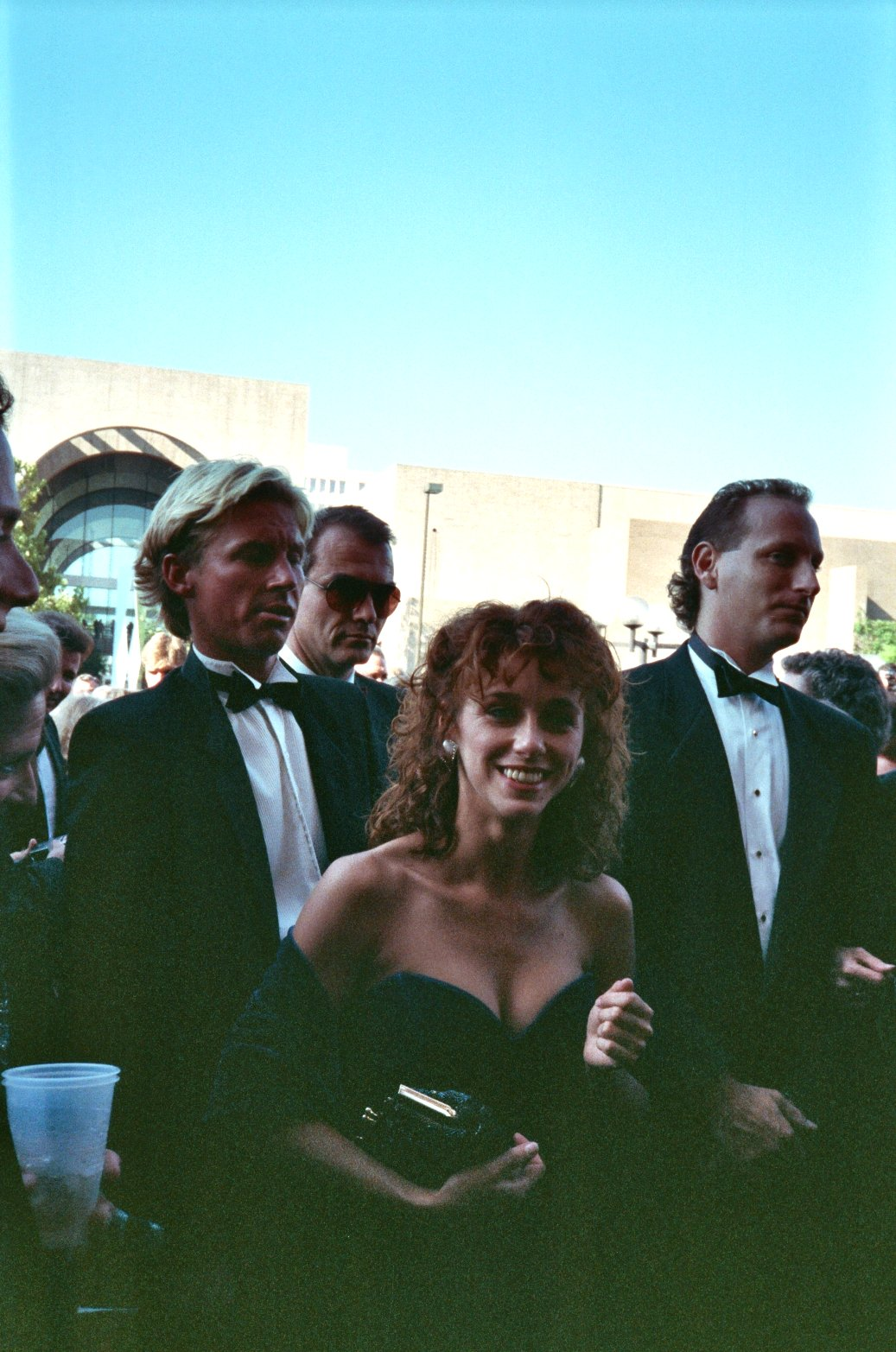
Michele Greene Emmy Awards 1990

- 1988 : Going to the Chapel (TV) : Margo
- 1988 : Double Standard (TV) : Virginia
- 1990 : In the Best Interest of the Child (TV) : Nora
- 1990 : Cauchemar au 13e étage (Nightmare on the 13th Floor) (TV) : Elaine Kalisher
- 1990 : To My Daughter (TV) : Julie Carlston
- 1991 : Posing: Inspired by Three Real Stories (TV) : Janet Janeway
- 1993 : Silent Victim (TV) : Bonnie Jackson
- 1993 : Un enfant de trop (Moment of Truth: A Child Too Many) (TV) : Patty Nowakowski
- 1994 : Bébé, né pour tuer (The Unborn II) : Catherine Moore
- 1994 : Un cœur pour vivre (Heart of a Child) (TV) : Karen Schouten
- 1994 : How the West Was Fun (TV) : Laura Forester
- 1994 : Stranger by Night (en) de Gregory Dark (en) : Lisa
- 1996 : Victime du silence - Titre US : She Woke Up Pregnant (TV) : Connie Loftis
- 1996 : Daddy's Girl (en) : Barbara Mitchell
- 1997 : L'Insigne du traître (Badge of Betrayal) (TV) : Annie Walter
- 1997 : Le Trésor perdu des conquistadors (Lost Treasure of Dos Santos) (TV) : Willa
- 1997 : L'Étranger (Stranger in the House) : Joanna Winters
- 1998 : Captive (TV) : Lily Hunter
- 1999 : Sur la piste du grizzly (Wild Grizzly) (TV) : Rachel Harding
- 1999 : Un meurtre parfait (Her Married Lover) : Brenda Slagel
- 1999 : Contre-offensive (Fugitive Mind) (vidéo) : Robyn
- 2000 : Alcatraz Avenue : Lisa
- 2001 : Mariage mortel (The Perfect Wife) (TV) : Felicia Laurel
- 2001 : Disparition programmée (Determination of Death) : Katie Williams
- 2001 : A Family Affair : Reggie Abravanel
- 2001 : Le Feu qui venait du ciel (Lightning: Fire from the Sky) (TV) : Barbara Dobbs
- 2002 : Redeemer (TV) : Sharon Davidson
- 2002 : L.A. Law: The Movie (TV) : Abigail 'Abby' Perkins
- 2003 : Give or Take an Inch : Meg
- 2003 : La Grande Inondation (Killer Flood: The Day the Dam Broke) (TV) : Natalie Powell
- 2003 : A Woman Hunted : Gloria Parker
- 2006 : The Legend of Lucy Keyes : Sheila Travers

### Scénariste
- 2003 : Fly Cherry

## Distinctions
| Année | Prix                  | Catégorie                                      | Titre du travail      | Résultat   |
| ----- | --------------------- | ---------------------------------------------- | --------------------- | ---------- |
| 1989  | Primetime Emmy Awards | Mejor actriz de soporte en una serie dramatica | La Loi de Los Angeles | Nomination |